# Ventspils

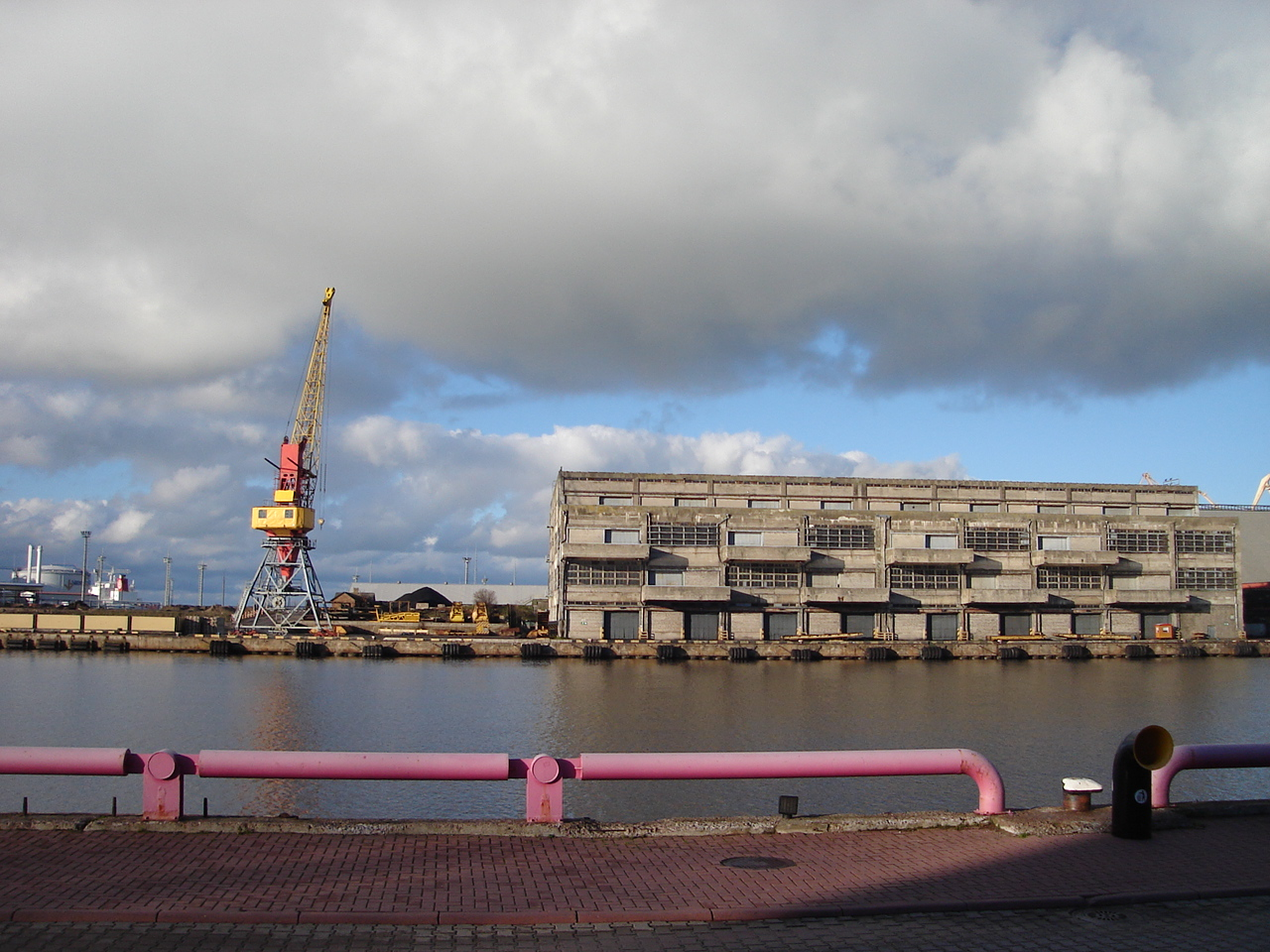

Ventspils (em alemão: Windau) é uma cidade independente da Letônia localizada na região de Kurzeme. Está situada no noroeste do país e é banhada pelo Mar Báltico.
A cidade foi fundada em 1378.